# سن دوناتو، سانتا ماریا ا مونته
سن دوناتو (به ایتالیایی: San Donato) یک منطقهٔ مسکونی در ایتالیا است که در سانتا ماریا ا مونته واقع شده‌است. سن دوناتو ۶۶۱ نفر جمعیت دارد و ۱۵ متر بالاتر از سطح دریا واقع شده‌است.